# 遊なぎ
遊なぎ（ゆうなぎ）は、国道九四フェリーが運航するフェリー。

## 概要
ニュー豊予2の代船として臼杵造船所で建造され、2016年6月17日に就航した。

### 就航航路
国道九四フェリー
- 佐賀関港 - 三崎港

本船、遥かぜ、速なみの3隻で1日16往復を運航する。ドック期間中は11往復の減便運航となる。

## 設計
先に建造されたシャトル豊予の準同型船であるが、乗用車の積載台数が3台増加した。
船内はバリアフリー化されており、車椅子対応エレベーター、多目的トイレなどを備える。
船体側面のラインカラーは青と赤色。

## 船内

### 船室
- 展望席（一等室） - リクライニングシート
- 一般席（二等室） - 座敷席・椅子席

### 設備
- 売店
- 自動販売機
- 授乳室
- 展望ラウンジ

## 事故・インシデント

### 三崎港での衝突
2016年6月25日、14時15分ごろ、佐賀関港から三崎港へ向かっていた本船は、三崎港に着岸する際、一時操船不能となり岸壁に衝突した。本船の右舷前部および後部が桟橋および防波堤に衝突、2箇所に凹損を生じ、乗員乗客82名のうち、乗客1名が軽傷を負った。事故により本船は運休、佐伯湾の三浦造船所で修理を受けた後、安全確認のための試験運航を行った。当初は7月中旬に復帰とされていたが延期され、8月5日に運航を再開した。